# حول القمر (رواية)
حول القمر (بالفرنسية: Autour de la Lune)، (بالإنجليزية: Around the Moon) هي رواية من تأليف الروائي الفرنسي جول فيرن، صدرت عام 1870.